# Fritz Hug

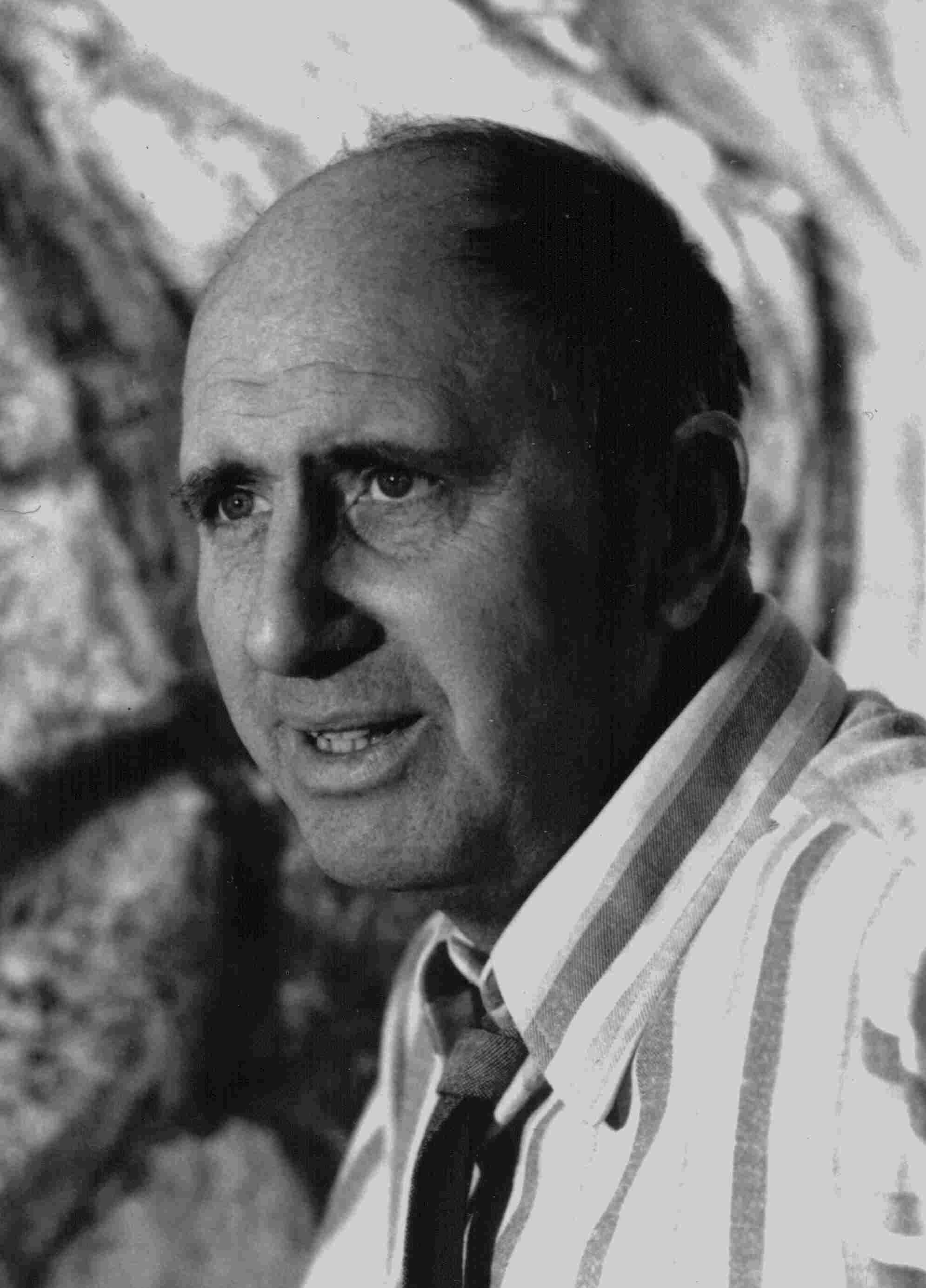
Fritz Hug im Jahre 1972

Fritz Hug (* 19. März 1921 in Dornach; † 29. Januar 1989 in Speicherschwendi) war ein Schweizer Maler. Neben seinem Hauptwerk, bestehend aus zahlreichen Ölbildern, schuf er Lithographien, Plakate, Mosaike und Wandbilder. Zusammen mit Ehefrau Margrit Hug schuf er ausserdem drei Bilderbücher zu biblischen Themen, welche in mehrere Sprachen übersetzt wurden. Bekannt wurde Hug als «Maler der Tiere».

## Leben

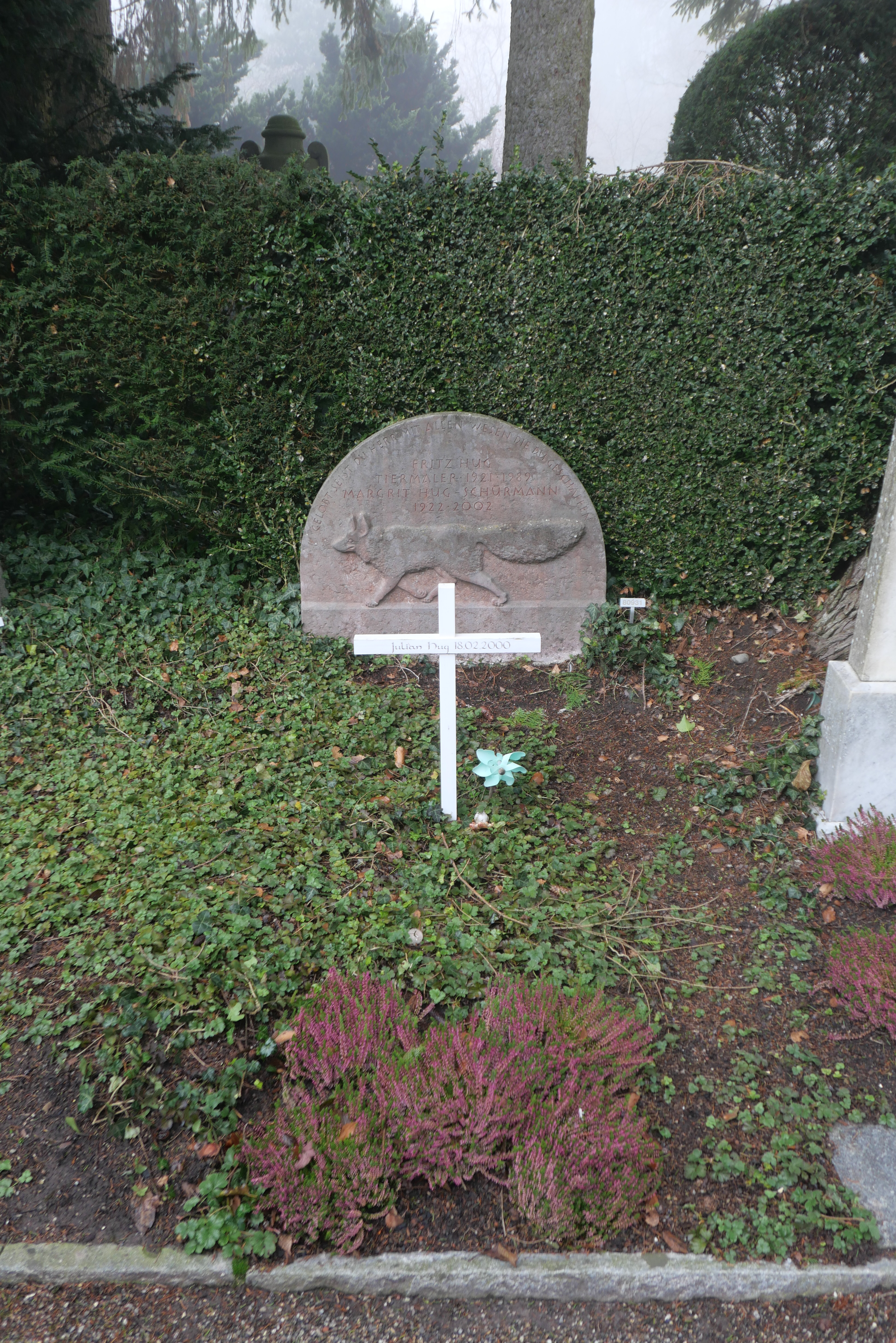
Das Familiengrab.

Fritz Hug wurde am 19. März 1921 in Dornach geboren als zweitältestes von fünf Kindern. Seine Kindheit verbrachte er auf Java, wo sein Vater für eine Eisenbahngesellschaft als Ingenieur tätig war. Zurück in der Schweiz verbrachte er die verbleibenden Jugendjahre in Thalwil. Früh begeisterte sich Hug für die bildenden Künste. 1935/36 besuchte er die Kunstgewerbeschule Zürich. Eine Lehre als Tiefdruckretoucheur im Zürcher Fachschriften-Verlag brach er mit 16 Jahren vorzeitig ab. Nach der Rekrutenschule begann er 1940 sich ernsthaft der Malerei zu widmen.

### Erste Erfolge als Maler
Bereits mit 20 Jahren konnte Hug mit der Unterstützung des Zürcher Kunsthändlers Léon Bollag 1941 seine erste Ausstellung eröffnen. Er zeigte Landschaften, Städtebilder, Menschen und Interieurs. Seine Lehr- und Wanderjahre führten ihn 1942/43 nach Südfrankreich. Eine zweite Ausstellung folgte 1943. Später bereiste er Marokko, Italien und schliesslich Lambaréné (Gabun). Dort malte er 1950/51 Landschaften, Tiere und Menschen aus dem Umfeld des Tropenarztes Albert Schweitzer. Zurück in Zürich, folgten Ausstellungen in verschiedenen Galerien der Schweiz.

### Familie
Nach einer ersten Ehe mit Elli Marie Käslin heiratete 1951 Fritz Hug in zweiter Ehe die Journalistin und Schriftstellerin Margrit Schürmann (1922–2002). Sie hatten drei Kinder. 1957 bezog die Familie ein Haus in Zürich, in welchem sich fortan sowohl die Familienwohnung wie auch das Künstleratelier befanden. In späteren Jahren eröffnete Hug im selben Gebäude eine eigene Galerie.

### Maler der Tiere

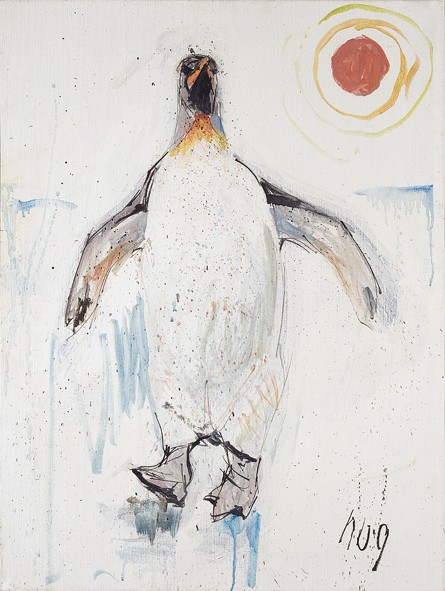
Königspinguin, 1968

Für den Jagdpavillon der Expo64 schuf Hug 1964 ein grosses Wandbild «Die Schweizer Fauna». 1967 stellte er in der Tryon Gallery in London Stadtbilder aus, begann jedoch bereits zu dieser Zeit, sich immer mehr auf die Tiermalerei zu konzentrieren.
Im gleichen Jahr gelangte der WWF mit der Bitte an Hug, rund 100 von der Ausrottung bedrohte Tiere zu malen, eine Arbeit, die sowohl künstlerisches Können als auch zoologische Kenntnisse voraussetzte. Fritz Hug zog sich vorübergehend in die Stille eines kleinen zürcherischen Dorfes zurück, um sich voll in den Dienst dieser neuen Aufgabe zu stellen. Hier entstanden die ersten hundert Tierbilder, die Hug im September 1970 im Helmhaus Zürich zeigte. Dieser Ausstellung folgten weitere: 1973 im «Museum of Science» in Boston und 1979 wieder im Helmhaus Zürich zur Jubiläumsfeier «50 Jahre Zoo Zürich».
Für die Abstimmung über Volksinitiative zum Schutz der Moore, die 1987 von der Schweizer Bevölkerung angenommen wurde, gestaltete Hug das Abstimmungsplakat. Es zeigte verschiedene gefährdete Arten in einer Moorlandschaft.
1968 wurde Hug mit dem Kunst- und Kulturpreis der Stadt Luzern ausgezeichnet.
Fritz Hug verstarb nach kurzer, schwerer Krankheit am 29. Januar 1989. Er fand seine letzte Ruhestätte auf dem Zürcher Friedhof Fluntern. In dem Grab sind auch seine zweite Frau Margrit sowie Julian Hug bestattet.
Zeitlebens war ihm die Erhaltung der Tiere und ihrer natürlichen Umwelt ein grosses Anliegen. Sein grosses Projekt, für das 700-Jahre-Jubiläum der Eidgenossenschaft sämtliche Schweizer Vogelarten zu malen, konnte er nicht mehr vollenden.

## Publizierte Werke (Auswahl)
- zusammen mit Margrit Hug: Auf dem Wege des Herrn, eine Bilderbibel für die Jugend. Erlenbach-Zürich: Rentsch 1960.
  - Übersetzung: with Margaret Hug: The Story of Our Lord. New York: Random House 1961.
- zusammen mit Margrit Hug: Und Gott sah, dass es gut war. Die Schöpfungsgeschichte. Erlenbach-Zürich: Rentsch 1962.
- Tierzeichnungen. Erlenbach-Zürich: Rentsch 1964.
- zusammen mit Margrit Hug (Texte): Die Tiere der Bibel; 1: Von jeder Art der Vögel und des Viehs. [Glattbrugg]: Verlag Papyria 1968.
- Fritz Hug: Maler der Tiere. [Reproduktionen]. Affoltern am Albis: Verlag Papyria 1970.
- Fritz Hug im Helmhaus Zürich. 50 Jahre Zoo Zürich. Zürich: Helmhaus 1979.